# Rodrigo Salinas
Rodrigo Alonso Salinas Muñoz (født 25. februar 1989) er en chilensk håndboldspiller for Bidasoa Irún og det chilenske landshold.